# Баймагамбетов, Султан Жамбулович
Султан Жамбулович Баймагамбетов (каз. Сұлтан Жамбылұлы Баймағамбетов; 2 сентября 2001, село Якорь, Кызылжарский район, Северо-Казахстанская область, Казахстан) — казахстанский футболист, защитник клуба «Кызыл-Жар».

## Клубная карьера
Воспитанник северо-казахстанского футбола. Футбольную карьеру начинал в 2018 году в составе клуба «Кызыл-Жар СК М» во второй лиге. 7 августа 2022 года в матче против клуба «Каспий» дебютировал в кубке Казахстана (1:3). 30 октября 2022 года в матче против клуба «Астана» дебютировал в казахстанской Премьер-лиге (0:2), выйдя на замену на 66-й минуте вместо Матео Мужека.

## Клубная статистика
| Игровая карьера | Игровая карьера | Игровая карьера | Лига | Лига | Кубок | Кубок | Межд. | Межд. | Др. | Др. |
| --------------- | --------------- | --------------- | ---- | ---- | ----- | ----- | ----- | ----- | --- | --- |
| 2021            | Кызыл-Жар М     | Б               | 10   | 0    | —     | —     | —     | —     | —   | —   |
| 2022            | Кызыл-Жар       | А               | 1    | 0    | 1     | 0     | —     | —     | —   | —   |
| 2022            | Кызыл-Жар М     | В               | 21   | 1    | —     | —     | —     | —     | —   | —   |